# Philippe de Saint Robert
 (mai 2017).
Pour les articles homonymes, voir Saint Robert.
Philippe de Saint Robert, né le 26 septembre 1934, est un écrivain français.
Gaulliste, il a écrit de nombreux articles et ouvrages consacrés à Charles de Gaulle et au gaullisme, ainsi qu'une chronique de la Ve République (cf. Les Septennats interrompus, le Secret des Jours). Critique littéraire, il a écrit notamment sur Montherlant, Malraux et Mauriac. Il est engagé dans la défense de la langue française.

## Biographie
Fils d'un ingénieur, Philippe Jean Jeanmet naît le 26 septembre 1934 à Paris.
En 1974, il obtient le droit de relever le nom « de Saint Robert », éteint dans sa famille,.

### Jeunesse et formation
Il est diplômé d'études supérieures en économie politique, en sciences économiques, et en histoire du droit et droit romain ; ancien élève de l'École supérieure de journalisme de Paris, élève titulaire de l'École pratique des hautes études et ancien auditeur de l'Institut des hautes études de défense nationale (IHEDN, 24e session).

### Carrière
Écrivain et journaliste, membre de la Fondation Charles-de-Gaulle, il est depuis 1991 le président-fondateur de l'Association pour la sauvegarde et l'expansion de la langue française (ASSELAF),, qui a participé à la création de Droit de comprendre.
Il préside depuis 1999 l'académie de la Carpette anglaise.  Il a été également président du jury littéraire des Nouveaux Droits de l'homme, de 1990 à février 2020. Premier lauréat du prix Combourg en 1995, il est également le président du jury de ce dernier (remis par l'académie Chateaubriand) depuis 1999.
Considéré comme gaulliste de gauche du fait de son appartenance à l'Union démocratique du travail (UDT), il fut commissaire général de la langue française de 1984 à 1987. Paul-Marie Coûteaux fut son directeur de cabinet. Il fut, de 1988 à 1991, conseiller culturel et scientifique près l'ambassade de France à Bruxelles. Il a été ensuite conseiller à la langue de la direction de TF1.
De 1984 à 2003, il est membre du Haut Conseil de la francophonie.
Il a été candidat à la succession d'Henri Troyat à l'Académie française et a reçu cinq voix au premier tour d'une élection blanche le 7 février 2008.
Il fait partie du jury du prix Palestine-Mahmoud Hamchari et du prix Chateaubriand-Combourg.
Il a été membre de l'Académie de Languedoc.

### Presse
Il a collaboré ou collabore à de nombreux titres de presse, tels que Combat, La Table Ronde (où il fait la connaissance de Gabriel Matzneff), Notre République (membre du comité directeur), Tribune des nations (rédacteur en chef à la mort d'André Ulmann), La Nation française, L'Idiot international, Le Monde, Le Quotidien de Paris, Le Matin de Paris, L'Appel, France Culture, Les Lettres françaises, Valeurs actuelles, Le Figaro, Qui Vive international, France Forum, La Revue 2050, Espoir (revue de la Fondation Charles de Gaulle), Une certaine idée, La Place Royale, Les Cahiers de l'indépendance, Afrique-Asie, Service littéraire, l'Incorrect, Livr'arbitre, le cercle des ronchons, le nouveau conservateur.
De septembre 1995 à août 2011, il a présenté, à la suite de Jean de Beer, un Libre Journal tous les quatre mardis sur Radio Courtoisie (de 18 heures à 21 heures). En septembre 2011, Alain Cotta prend la relève de son émission.

## Décorations
- Chevalier de la Légion d'honneur
- Commandeur de l'ordre de la Couronne (Belgique)

## Œuvres
- Le Jeu de la France, Julliard, 1967
- Montherlant le séparé, Flammarion, 1969  (ISBN 978-2080603920)
- Le Jeu de la France en Méditerranée, Julliard, 1970
- Principes pour une légitimité populaire, L’Herne, 1970
- La Même Douleur démente, Flammarion, 1973  (ISBN 978-2082306706)
- Les Septennats interrompus, Robert Laffont, 1977  (ISBN 9782221037362)
- Discours aux chiens endormis, Albin Michel, 1979  (ISBN 978-2226007711)
- Midi en cendres, Librairie Bleue, Troyes, 1983  (ISBN 2863520091)
- Lettre ouverte à ceux qui en perdent leur français, Albin Michel, 1986  (ISBN 978-2226025616)
- La cause du français, La Place Royale, 1987  (ISBN 9782906043060)
- De Gaulle, Références, Greco, 1990  (ISBN 978-2739600171)
- L'Europe déraisonnable (dir.), François-Xavier de Guibert, 1992  (ISBN 978-2868392763)
- Montherlant ou la relève du soir, Les Belles Lettres, 1992  (ISBN 978-2251450025)
- Le Secret des jours, une chronique sous la Ve République, Jean-Claude Lattès, 1995  (ISBN 978-2709613682) (Prix Combourg, 1998)
- La Vision tragique de Simone Weil, François-Xavier de Guibert, 1999  (ISBN 978-2868396082)
- De Gaulle et ses témoins. Rencontres historiques et littéraires, Bartillat, 1999  (ISBN 978-2841002085)s
- Ma part de France (entretiens avec Pierre Messmer), François-Xavier de Guibert, 2003  (ISBN 978-2868396990)
- Écrire n'est pas jouer - essai littéraire, Éditions Hermann, 2009  (ISBN 978-2705668440)
- Juin 40 ou les paradoxes de l’honneur, CNRS éditions, 2010  (ISBN 978-2-271-07002-9)
- Montherlant ou l'indignation tragique, Éditions Hermann, 2012  (ISBN 978-2705670825)